# Volker Beck (homme politique)
Pour les articles homonymes, voir Volker Beck et Beck.
Volker Beck, né le 12 décembre 1960 à Stuttgart, est un homme politique allemand, membre de l'Alliance 90 / Les Verts.

## Biographie

### Études
Il obtient son bac en 1980, fait des études en histoire de l'art, d'histoire et littérature à l'Université de Stuttgart.

### Engagements associatifs
Volker Beck s'engage dans le mouvement de la paix dans les années 1980. Il est également un des plus célèbres militants homosexuels d'Allemagne, porte-parole de 1991 à 2004 de Lesben- und Schwulenverband in Deutschland (LSVD, Association des gays et lesbiennes en Allemagne).

### Carrière politique
De 1987 à 1990, il est assistant parlementaire du groupe des Verts au Bundestag pour les affaires des homosexuels.
Lors des élections législatives de 1994, il est élu député au Bundestag, représentant le land de Rhénanie-du-Nord-Westphalie, puis réélu en 1998, 2002, 2005, 2009 et 2013. De 2002 à 2013, il est premier secrétaire du groupe parlementaire de l'Alliance 90 / Les Verts.
Il est à l'origine de la loi sur le partenariat enregistré en Allemagne. Entre 2001 et 2004, il est également le principal négociateur de la loi sur l'immigration. Il a influencé fortement la législation contre le terrorisme après 11 septembre 2001 d'un point de vue des droits[pas clair][source insuffisante].
En 2006, il se rend à Moscou pour soutenir la tenue de la Gay Pride interdite. Il y est victime de violences de la part d'opposants à la manifestation.
Son dernier jour au parlement était celui du vote en faveur du mariage homosexuel pour lequel il a lutté toute sa vie.
Le 2 mars 2016, il est arrêté en possession de méthamphétamine à Berlin. Il démissionne de certaines de ses fonctions (comme celle de porte-parole du groupe d'Amitié Allemagne-Israël) mais reste député. Fin 2016, il n'est pas nommé par son parti sur la liste des candidats pour les prochaines élections au Bundestag ce qui est présenté par la presse comme une conséquence de son arrestation en mars.
Depuis novembre 2017 il est maître de conférences au Centre des études de la science de la religion (CERES) à l'Université de la Ruhr à Bochum.
Il dirige la Société germano-israélienne depuis 2022.
Des militants de solidarité avec les Palestiniens déposent plainte contre Volker Beck en 2024 pour "incitation à la haine" du fait de ses positions anti-palestiniennes. 

### Vie personnelle
Il vit avec Jacques Teyssier, un militant LGBT français, à partir de 1992, entre Cologne, Paris et à Berlin. En 2008, ils signent en partenariat enregistré. Jacques Teyssier est mort en 2009. En 2017, il a épousé l'architecte Adrian Petkov.

## Honneurs
Il a été fait chevalier de l'ordre du Mérite de la République fédérale d'Allemagne par le président fédéral Johannes Rau, en raison de son action pour l'indemnisation des victimes du nazisme. Cette distinction avait été suggérée par les organisations juives Jewish Claims Conference et le Conseil fédéral des Juifs en Allemagne. Il a reçu plusieurs prix des mouvements gays en Allemagne, Pologne et aux États-unis. En 2015 le Conseil central des Juifs en Allemagne a lui accordé le Prix Leo Baeck pour la défense du judaïsme dans la société allemande.